# Hyalonema calix
Hyalonema calix är en svampdjursart som beskrevs av Schulze 1904. Hyalonema calix ingår i släktet Hyalonema och familjen Hyalonematidae. Inga underarter finns listade i Catalogue of Life.